# Crowley (Louisiane)
Pour les articles homonymes, voir Crowley.
Crowley est une ville de Louisiane située dans la paroisse civile de l'Acadie, dont elle est le chef-lieu. Elle comptait 11 710 habitants en 2020).

## Histoire
La ville est baptisée en l'honneur d'un Irlandais, Patrick Crowley, qui fit passer la ligne de chemin de fer à travers la localité.
Chaque troisième week-end du mois d'octobre et depuis 1937 a lieu le Festival International du riz (International Rice Festival). Il s'agit du plus grand festival agricole en Louisiane.

## Démographie
D'après le recensement de 2010, la ville était composée de 64,63 % de Blancs, 32,54 % de Noirs, 0,3% d'Amérindiens, 0,34 % d'Asiatiques, 1,52 % de multi-raciaux et 0,67 % d'autres groupes ethniques.

## Source
- (en) Cet article est partiellement ou en totalité issu de l’article de Wikipédia en anglais intitulé « Crowley, Louisiana » (voir la liste des auteurs).